# 情感冲击线
情感冲击线 2002年中國大陸電視劇，梁冠华，彭丹等主演。

## 劇情
三十年前一起价值连城的文物珠宝失窃案，使山城中学教师戴文澜惨遭冤屈，情人离散，流落海外。三十年後戴文澜当年的同事，年过半百的温贵已是一位志得意满的文物富商，此時一双似曾相识而又冷峻的雙眼盯上了他，原來戴文澜在海外多年也打拼有成富甲萬里，命儿子戴志强代父还乡準備上演一場精妙的復仇。